# Euroliga de 2016–17
A Temporada 2016-17 da Euroliga Turkish Airlines será a 17ª temporada da era moderna da Euroliga , e a sétimo sob o título de patrocínio da Turkish Airlines. Incluindo quando coexistiu com a competição continental organizada pela FIBA Europa, a Taça dos Campeões, esta será a 60ª temporada da principal competição Europeia masculina de clubes.
O Final Four da 2017 da Euroliga Final Four será disputado no Sinan Erdem Dome em Istambul, Turquia.

## Alterações de formato
Em julho de 2015, a Federação Internacional de Basquetebol tentou assumir o comando da Euroliga, tentando convencer oito das onze equipes com Licença A para jogar uma nova competição organizada pela FIBA, em detrimento da atual Euroliga. Esta proposta foi unanimemente rejeitada pela liga europeia de clubes.
Em outubro de 2015, a FIBA tentou tomar de volta o controle da principal competição Europeia em nível de clubes propondo que a Basketball Champions League tornar-se-ia a competição de elite na Europa, com 16 equipes competindo em grupo único.
Em novembro de 2015 e Euroleague Basketball concordou com 10 anos de joint venture com a IMG. No seu comunicado de imprensa, a Euroliga anunciou um novo formato de competição para a temporada 2016-17, com apenas 16 equipes, incluindo os onze clubes licenciados (Anadolu Efes, Baskonia, CSKA de Moscou, FC Barcelona, Fenerbahçe, Maccabi Tel Aviv, Olimpia Milão, Olympiacos, Panathinaikos, Real Madrid e Žalgiris) jogando em uma temporada regular com fase de grupos. As primeiros oito equipes melhor qualificadas seguirão em um playoff "melhor-de-cinco" para apurar os quatro participantes do Final Four.
Após a sua primeira proposta ter sido rejeitada pela liga europeia de clubes, a FIBA adaptou o formato da  Basketball Champions League com qualificações com base em mérito esportivo. Esta competição foi lançada oficialmente em 21 de Março de 2016.

## Equipes
A competição consiste em 11 clubes com licença A (longa data) e 5 clube associados com Licença anual
| Clube                    | Presidente                                   | Treinador            | Capitão             | Material Esportivo | Patrocinador           |
| ------------------------ | -------------------------------------------- | -------------------- | ------------------- | ------------------ | ---------------------- |
| Anadolu Efes             | Tuncay Özilhan                               | Velimir Perasović    | Doğuş Balbay        | Adidas             | Anadolu Efes           |
| Baskonia                 | José Antonio Querejeta                       | Sito Alonso          | Ádám Hanga          | Hummel             |                        |
| Brose Bamberga           | Norbert Sieben                               | Andrea Trinchieri    | Elias Harris        | Macron             | Brose                  |
| Estrela Vermelha mts     | Nebojša Čović                                | Dejan Radonjić       | Luka Mitrović       | Champion           | Telefonia Móvel Sérvia |
| CSKA Moscow              | Andrey Vatutin                               | Dimitrios Itoudis    | Victor Khryapa      | Nike               | Rostelecom             |
| Darüşşafaka Doğuş        | Ümit Başkırt                                 | David Blatt          | Ender Arslan        | Under Armour       | Garanti                |
| EA7 Olimpia Milano       | Livio Proli                                  | Jasmin Repeša        | Andrea Cinciarini   | Armani             | Emporio Armani         |
| FC Barcelona Lassa       | Josep Maria Bartomeu                         | Georgios Bartzokas   | Juan Carlos Navarro | Nike               | Lassa Tyres            |
| Fenerbahçe Istambul      | Aziz Yıldırım                                | Željko Obradović     | Melih Mahmutoğlu    | Nike               | Metro                  |
| Galatasaray Odeabank     | Dursun Özbek                                 | Ergin Ataman         | Sinan Güler         | Hummel             | Odeabank               |
| Maccabi FOX Tel Aviv     | Shimon Mizrahi                               | Erez Edelstein       | Guy Pnini           | Nike               | FOX                    |
| Olympiacos Pireu         | Panagiotis Angelopoulos Giorgos Angelopoulos | Giannis Sfairopoulos | Vassilis Spanoulis  | Nike               | Skrats                 |
| Panathinaikos Superfoods | Manos Papadopoulos                           | Argyris Pedoulakis   | Nick Calathes       | Adidas             | Pame Stoixima          |
| Real Madrid              | Florentino Pérez                             | Pablo Laso           | Felipe Reyes        | Adidas             | Teka                   |
| Unics Kazan              | Evgeny Bogachev                              | Evgeniy Pashutin     | Kostas Kaimakoglou  | Joma               | AK BARS Bank           |
| Žalgiris Kaunas          | Paulius Motiejūnas                           | Šarūnas Jasikevičius | Paulius Jankūnas    | Adidas             | OlyBet                 |